# Dichopygina bernhardi
Dichopygina bernhardi är en tvåvingeart som beskrevs av Vilkamaa, Hippa och Lyudmila Komarova 2004. Dichopygina bernhardi ingår i släktet Dichopygina och familjen sorgmyggor. Arten är reproducerande i Sverige. Inga underarter finns listade i Catalogue of Life.